# Phong trào quyền nam giới
Phong trào quyền nam giới (tiếng Anh: Men's rights movement, MRM)  là một nhánh của phong trào nam giới. Các phong trào quyền nam giới nói riêng bao gồm một loạt các nhóm và cá nhân tập trung vào chung vấn đề xã hội và các dịch vụ của chính phủ cụ thể tác động bất lợi, hoặc trong một số trường hợp phân biệt đối xử cấu trúc chống lại, nam giới và trẻ em trai. Các chủ đề phổ biến được tranh luận trong phong trào quyền của nam giới bao gồm sự ưu ái dành cho phụ nữ trong luật gia đình bao gồm nhưng không giới hạn trong các vấn đề như quyền nuôi con, tiền cấp dưỡng và phân phối tài sản hôn nhân. Phong trào cũng liên quan đến việc nuôi dạy con cái, sinh sản, tự tử, bạo lực gia đình đối với nam giới, cắt bao quy đầu, giáo dục, quân dịch bắt buộc, mạng lưới an sinh xã hội và các chính sách y tế. Phong trào bảo vệ quyền của nam gới bắt nguồn từ phong trào giải phóng nam giới vào đầu những năm 1970, với cả hai nhóm bao gồm một phần của phong trào nam giới rộng lớn hơn.
Kể từ khi thành lập, phong trào quyền nam giới đã nhận được sự chỉ trích đáng kể, với một số học giả mô tả phong trào hoặc các bộ phận của nó là một phản ứng dữ dội chống lại quyền nữ giới. Khiếu nại và các hoạt động liên quan đến phong trào quyền của nam giới đã bị chỉ trích và gắn mác đáng ghét và bạo lực. Trong năm 2018, trong khi ghi nhận "một số góc của phong trào đòi quyền của nam giới tập trung vào bất bình chính đáng", các Southern Poverty Law Center phân loại các nhóm nhân quyền của một số người đàn ông như là một phần của một hệ tư tưởng thù hận dưới sự bảo trợ của 'tính thượng đẳng nam giới' (xem: androcentrism và chế độ gia trưởng). Phong trào và các lĩnh vực của phong trào đã được mô tả như là kỳ thị nữ giới.